# Mount Boyles
Mount Boyles är ett berg i Antarktis. Det ligger i Västantarktis. Argentina, Chile och Storbritannien gör anspråk på området. Toppen på Boyles är 1 485 meter över havet.
Terrängen runt Mount Boyles är huvudsakligen platt, men västerut är den kuperad. Mount Boyles är den högsta punkten i trakten. Trakten är obefolkad. Det finns inga samhällen i närheten.